# Cầu dầm hộp

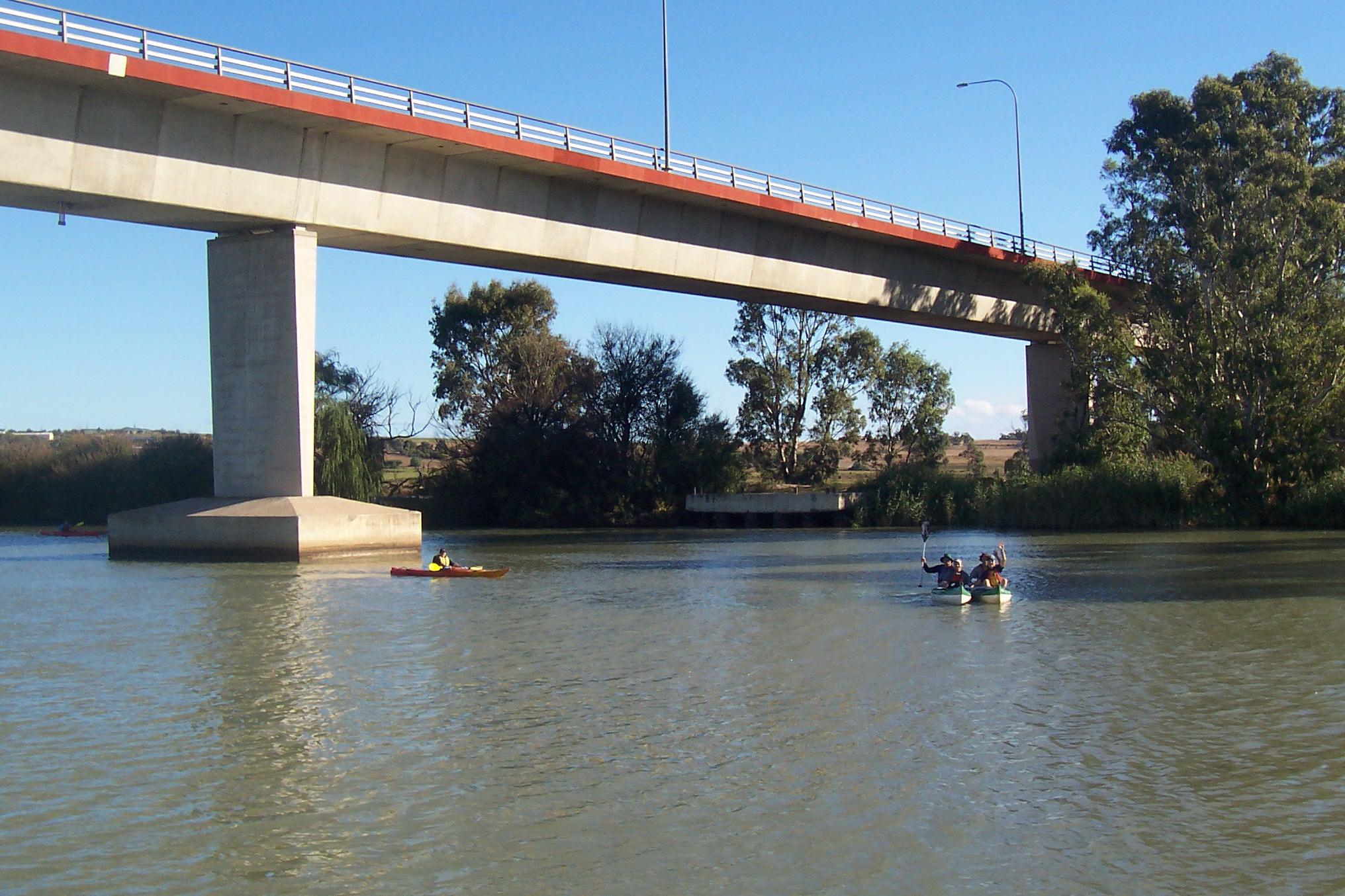
Cầu dầm hộp đơn (bê tông) ở Úc. Cầu được chế tạo trên bờ và đẩy qua các trụ trên sông.

Cầu dầm hộp là cây cầu trong đó các dầm chính bao gồm các dầm dạng hộp rỗng. Dầm hộp thường bao gồm bê tông dự ứng lực, thép kết cấu hoặc hỗn hợp thép và bê tông cốt thép. Hộp thường có mặt cắt ngang hình chữ nhật hoặc hình thang.
Cầu dầm hộp thường được sử dụng cho cầu vượt đường cao tốc và cho các cấu trúc trên cao hiện đại trong vận tải đường sắt nhẹ. Mặc dù thông thường cầu dầm hộp là một dạng của cầu dầm, dầm hộp cũng có thể được sử dụng trên cầu dây văng và các hình thức khác.